# Heuneburg

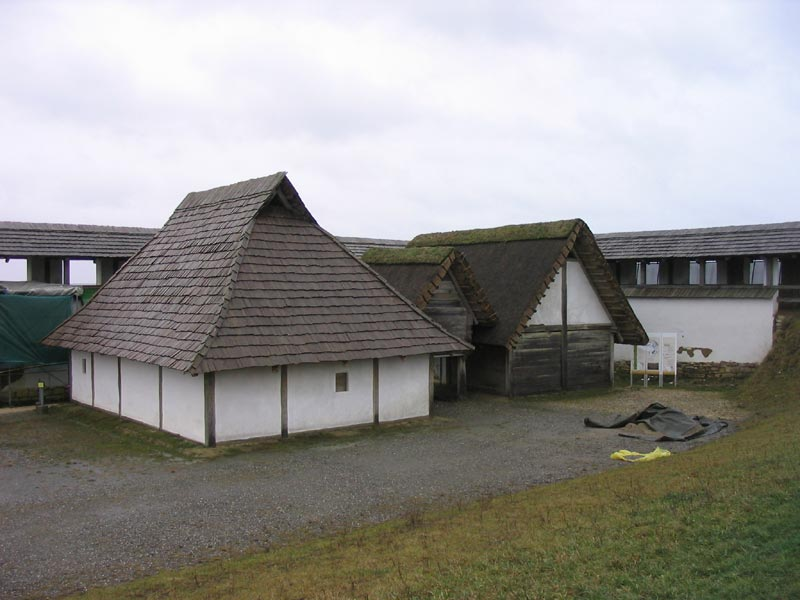
Heuneburg: Reconstruction des maisons celtiques

La Heuneburg est un habitat protohistorique fortifié se trouvant sur le Haut Danube près de Hundersingen dans la commune de Herbertingen, entre Ulm et Sigmaringen en Bade-Wurtemberg, Allemagne. L'agglomération se constitue vers 600 avant notre ère, et est considérée comme l'un des plus importants centres urbains des Celtes en Europe centrale. Peuplé par des milliers de personnes, il forme le premier synœcisme avéré dans le domaine nord-alpin. En dehors de la citadelle fortifiée, il existe de nombreux vestiges d'occupation humaine aux alentours, ainsi que plusieurs nécropoles. L'ensemble s'étend chronologiquement sur plusieurs siècles.

## Découverte du site et historique des fouilles
Le site fortifié est repéré au début du XIXe siècle et une première description en est donnée par Eduard Paulus (de) en 1882. Paulus a, par ailleurs, pratiqué des recherches ponctuelles sur les tumulus environnants entre 1876 et 1880. Des fouilles sporadiques ont lieu sur le site durant les années 1920. À la fin des années 1930, entre 1936 et 1938, le grand tumulus de Hohmichele est fouillé sous la direction de Gustav Riek.
C'est en 1950 que se met en place un programme de fouilles systématiques qui se déroulera jusqu'en 1979 sous la direction de Adolf Rieth, Kurt Bittel, Egon Gersbach (de) et Wolfgang Kimmig.
Depuis 2003, le site est l'objet d'un projet de recherche multidisciplinaire sur les centres celtiques entrepris par la Fondation allemande pour la recherche. De nouvelles fouilles ont commencé en 2004.
Les publications sur le site sont regroupées dans une série d'ouvrages nommés les Heuneburgstudien. Onze volumes ont été publiés à ce jour.

## Description du site
Le site de la Heuneburg est principalement connu pour être un important centre celtique, qualifié de princier, entre le VIIe et le Ve siècle av. J.-C., lors de la période du Halstatt. Toutefois, le lieu a connu plusieurs autres occupations de moindre importance.
La plus ancienne d'entre elles remonte à l'âge du Bronze moyen, du XVe au XIIe siècle av. J.-C. Le site, fortifié, a été abandonné au début de la culture des champs d'urnes. Cet abandon semble s'être fait sans violence ni destructions. Au premier âge du fer, le site est réinvesti et refortifié, ainsi que les zones en contrebas de la citadelle. L'ensemble se développe pour devenir un site important à l'échelle européenne, un centre majeur de pouvoir et de commerce. À la jonction entre le Ve et le VIe siècle av. J.-C., le site connaît deux importants épisodes de destructions violentes. Le site était supposé abandonné à la Tène, mais des données récentes sont susceptibles de relativiser ce point de vue.
Le site connaît également un regain d'activité au Moyen Âge, en raison de sa position stratégique. Aucune installation permanente ne s'est cependant développée lors de ces épisodes.

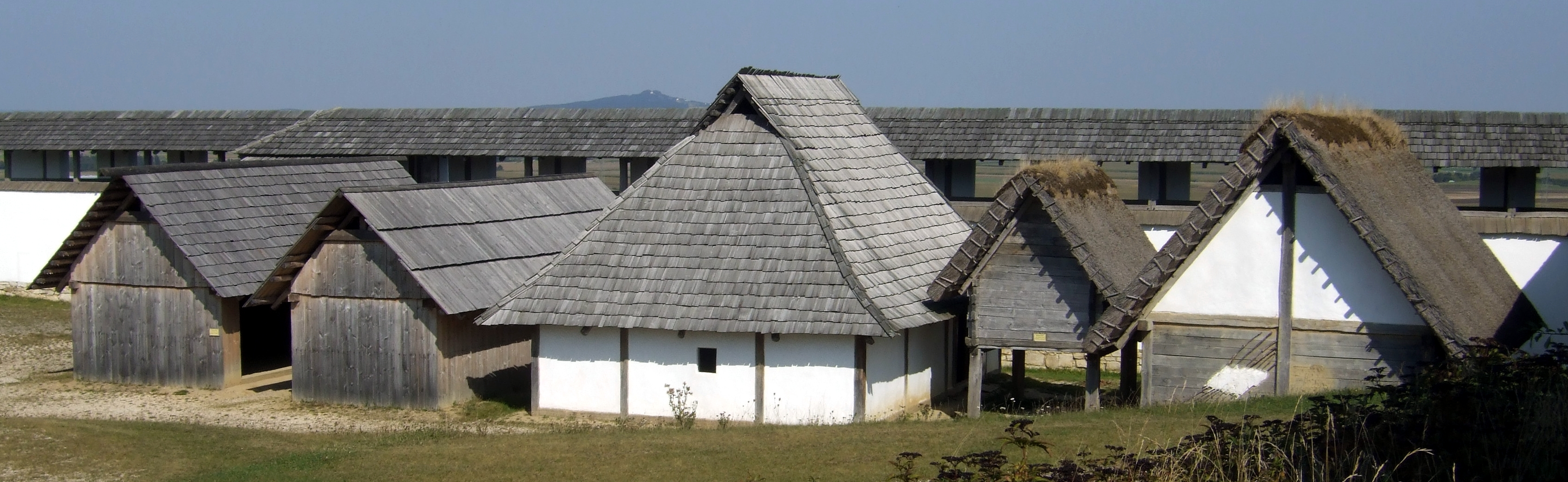
Heuneburg: Bâtiments reconstruits et mur d'adobe

### La citadelle Halstattienne
Le centre princier fortifié est situé sur un plateau de 2 hectares au sommet d'un éperon rocheux, naturellement protégé et surplombant le Danube de 40 mètres. Il est investi au début du VIe siècle av. J.-C. Les fouilles ont identifié plus d'une douzaine d'états dans la séquence stratigraphique. Cela correspond à une durée d'occupation d'au moins 250 ans.

#### Les fortifications
Une première fortification est mise en place lors du réinvestissement du site vers 700 av. J.-C. Cette fortification initiale prend la forme d'un mur en bois et terre, apparenté au murus gallicus décrit par Jules César. C'est un mode de fortification courant dans le monde celtique.
Cette fortification est remplacée aux alentours de 600 av. J.-C. par une structure sans équivalent au sein de l'Europe celtique contemporaine. Un mur de briques crues de près de 4 m de haut sur, probablement surmonté d'un chemin de ronde couvert, le tout supporté par des fondations de pierre calcaire. L'ensemble, d'une hauteur totale de 6 m, a été recouvert d'un enduit à la chaux régulièrement renouvelé. La fortification de la résidence princière était pourvue de deux portes monumentales, l'une ouvrant à l'ouest et donnant accès aux agglomérations extérieures, l'autre ouvrant à l'est et menant probablement au Danube et peut-être à des installations portuaires. Ce rempart était également garni de tours en saillie. Il est généralement admis que cette architecture imite des remparts contemporains de la région méditerranéenne.
Ce mur de rempart a duré près de 70 ans. Vers 530 av. J.-C., l'agglomération subit une violente destruction par le feu. Le second rempart est alors remplacé par une fortification de type plus traditionnel en bois et terre jusqu'à l'abandon du site.

#### L'agglomération
La citadelle contient un système régulier de rues et de bâtiments. L'agglomération paraît avoir subi après 600 av. J.-C., une réorganisation importante, l'habitat gagnant en densité et devenant réparti plus régulièrement.
Les bâtiments de la Heuneburg sont de plus grande taille et d'une construction de meilleure qualité que les bâtiments des habitats contemporains. Les constructions, relativement uniformisées, sont susceptibles d'avoir servi d'ateliers et d'habitations. Le travail du métal a été mis en évidence sur la citadelle, notamment par la découverte d'un atelier de bronzier au sud-est de l'agglomération.
Après la destruction vers 530 av. J.-C. du mur d'enceinte de briques crues, les arrangements internes de la citadelle sont modifiés. Les ateliers ont été déplacés vers le nord. Un très grand bâtiment, de 14 par 30 m, a été construit dans la partie sud-est de la citadelle. Celui-ci peut être interprété comme un Herrenhaus, c'est-à-dire la demeure d'un souverain local.
La citadelle de la Heuneburg est un site très riche, les découvertes indiquent qu'il s'agit, pour le premier âge du fer, d'un important centre de production et d'une plaque tournante du commerce antique à longue distance. Outre l'atelier de bronzier, ou la céramique de tradition locale peinte ou estampée, il est possible de mentionner la grande proportion de vases grecs ou la présence de matières premières importées telles que l'ambre et l'étain.

### Les occupations externes à la citadelle
Des travaux de recherche récents effectués dans et autour de la Heuneburg ont produit des données nouvelles concernant la pleine extension de l'agglomération. Il apparaît que la citadelle n'est qu'une petite partie de l'ensemble du site.

#### LeAussensiedlung
Le premier établissement extérieur, baptisé Aussensiedlung en allemand, est situé en contrebas, immédiatement à l'ouest et au nord-ouest de la citadelle. Il est probablement occupé à partir du VIIe siècle jusqu'au Ve siècle av. J.-C. et a couvert une surface de près de 100 hectares. Il était essentiellement constitué d'enclos palissadés, chacun contenant une habitation principale, des zones et structures de stockage et du terrain cultivable. Il est probable que chaque enclos constituait une entité indépendante, fonctionnant comme une ferme autonome et gérée par une unité familiale élargie. La population totale de l'Aussensiedlung est estimée comme étant de l'ordre de 5 000 à 10 000 personnes.
Les tumulus du Giessübel-Talhau sont érigés par-dessus les restes d'une partie de l'Aussensiedlung et leur sont donc postérieurs.

#### LeSüdsiedlung
La seconde agglomération extérieure à la citadelle, baptisée "Südsiedlung", "établissement Sud" en allemand, paraît avoir des caractéristiques similaires à l'Aussesiedlung", tant par sa disposition et ses caractéristiques physiques, que par sa chronologie. Il est situé au sud de la citadelle.

#### Les fortifications extérieures
Les fortifications massive sont reconnues au XIXe siècle, mais mal interprétées comme étant médiévales, sont aujourd'hui reconnues comme faisant partie intégrante du complexe celtique. Il s'agit d'un triple système de talus et de fossés barrant l'accès à l'ouest de la citadelle. Recouvrant partiellement les restes de l'Aussensiedlung, les fortifications basses leur sont donc postérieure. Aplanis par l'érosion et les travaux agricoles, les talus conservent une hauteurs de 6 m. Les fossés pour leur part, avaient une profondeur initiale de 7 m.
Des fouilles récentes ont révélé l'existence  d'une porte monumentale au sein des fortifications extérieures. Il s'agit d'une construction massive de 8 m sur 12, maçonnée à partir de blocs de calcaire pris dans un mortier d'argile. Une influence méditerranéenne, comme pour la fortification de brique crue, est envisageable.

### Les zones funéraires
Plusieurs zones funéraires entourent le site de la Heuneburg. Ces zones sont constituées de tumulus funéraires plus ou moins regroupés. Tous ces tumulus n'ont pas été fouillés, la région en compte plus d'une cinquantaine et un certain nombre datent de la Tène et sont donc postérieurs à l'abandon de la citadelle. Parmi les tumulus datant du Hallstatt, on peut mentionner le tumulus du Ringenlee, à l'ouest de la citadelle, ceux, groupés, de Baumburg et de Lehenbühl, au sud, ou le tumulus de Rauher Lehen à l'est, à proximité du village d'Ertingen. Outre ces monuments, d'autres zones funéraires ont pu faire l'objet de recherches plus poussées.

#### Les Tumuli du Giessübel-Talhau
La nécropole du Giessübel-Talhau est située à 500 m au Nord-ouest de la citadelle. Elle consiste en quatre tumuli élevés sur les restes de l'Aussensiedlung, alors détruit et abandonné. Les dimensions de chaque tumulus sont sensiblement identiques, tous mesurent approximativement 50 m de diamètre et conservent une élévation de 7 m. La construction de l'ensemble est datée approximativement du troisième quart du VIe siècle, à la fin du Hallstatt D1. Des fouilles ont été entreprises au XIXe siècle, puis des recherches plus systématique ont eu lieu entre les années 1950 et 1980.
Le Tumulus 1, de 54 m de diamètre et délimité par un fossé, contenait une chambre funéraire en bois de 3,5 m par 5,5 m fouillée en 1877. Ce caveau, pillé dans l'Antiquité, contenait le corps d'un homme d'environ 50 ans, ainsi que les restes de deux femmes. En dépit du pillage, les fouilles archéologiques ont pu retrouver des armes, des fibules en or et en bronze et des plaquettes d'ambre, destinées probablement à orner une Kliné grecque d'un type rare. Parmi les armes, on peut remarquer une grande pointe de lance en bronze ornée d'une riche composition curviligne qui préfigure l'art laténien. Les caractéristiques de cette arme en font un objet plus symbolique que militaire. Un crâne de cheval, aujourd'hui perdu, aurait également été trouvé. Un certain nombre de sépultures secondaires, parfois assez importantes et riches, se trouvent également  au sein du tumulus. Enfin le tumulus a révélé des traces très importantes d'un artisanat textile lié à une production qui n'a rien de domestique.
Le Tumulus 2 mesure 52 m de diamètre et est entouré d'une palissade. Il contient également en son cœur, une chambre funéraire en bois, orientée nord-nord-ouest/sud-sud-est, orientation commune aux tertres fouillés du Giesshübel-Talhau.
Le Tumulus 3 est le moins bien connu des quatre tertres de la nécropole du Giessübel-Talhau.
Le Tumulus 4 a fait l'objet de campagnes de fouilles dans les années 1950-60. Mesurant 49 m de diamètre, il est construit sur les vestiges d'un bâtiment remarquable de l'Aussensiedlung. Sa chambre funéraire de 3,2 par 2,8 m est située exactement au centre de ce bâtiment, inspiré de bâtiments étrusques. La chambre funéraire centrale a été pillée, semble-t-il très rapidement après l'inhumation. Par la suite, le tumulus est réutilisé pour plus d'une vingtaine d'inhumations secondaires et ce jusqu'à l'abandon du site de la Heuneburg. Enfin, contrairement au tumulus 1, les vestiges d'activité artisanales compris au sein et sous le tertre sont ici d'ordre métallurgique.

#### Le groupe du Hohmichele

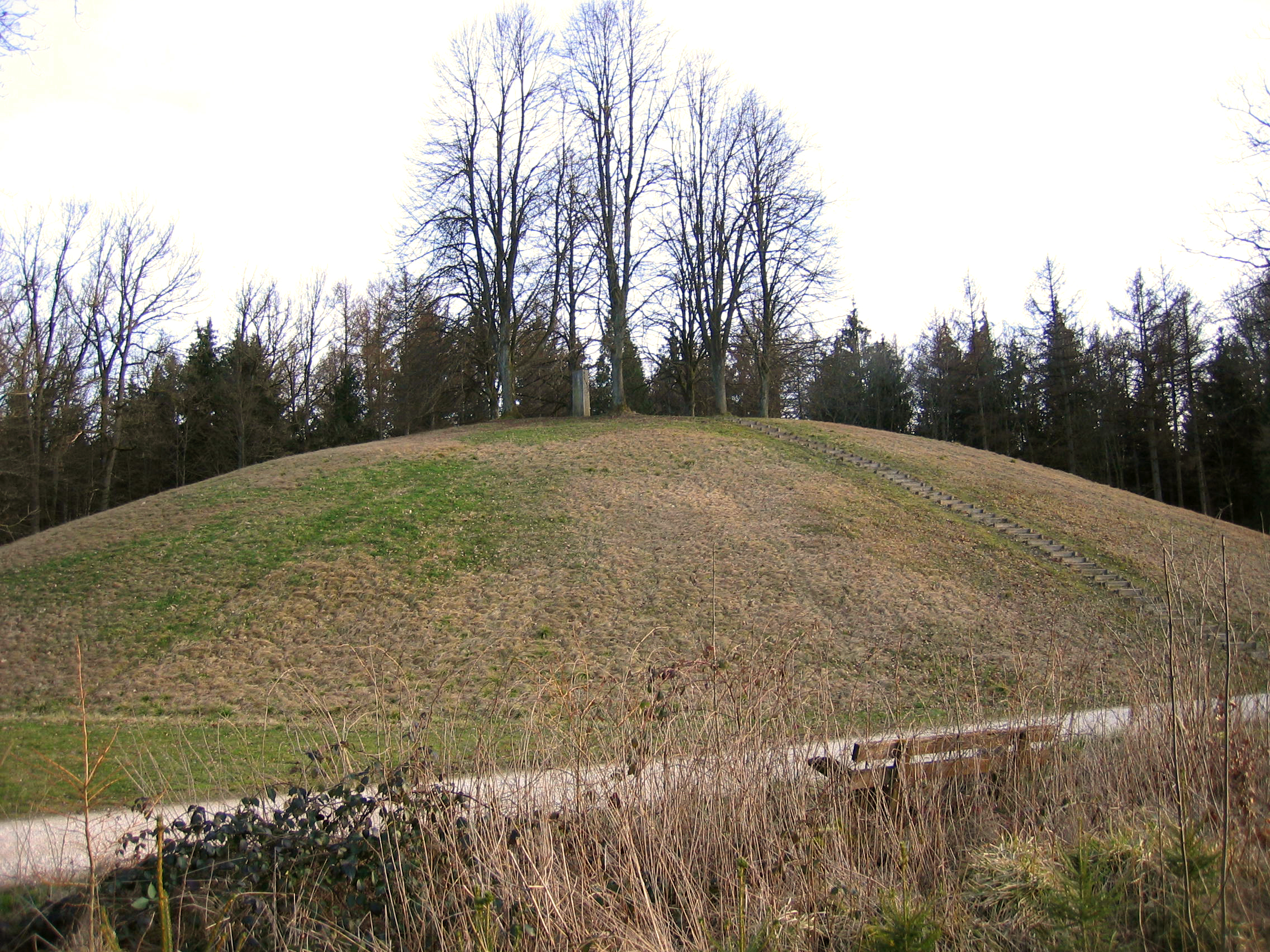
Le tumulus Hohmichele qui donne son nom au groupe

Nommé ainsi d'après la désignation du plus grand des tumulus de la nécropole, ce groupe de tertres - composé d'au moins 36 monticules funéraires - est située à environ 3,5 km à l'ouest de la citadelle. La plupart des tertres de la nécropole sont aujourd'hui arasés, tant par l'érosion naturelle que par les travaux agricoles. Une quinzaine de tumulus, situés en zone forestière, subsistent de manière visible. L'ensemble peut également être désigné sous l'appellation de « groupe de Speckhau ».
Le principal tumulus de ce groupe est le Hohmichele. D'un diamètre de 85 m et d'une hauteur de 13 m, il s'agit, par sa taille, du plus grand tumulus funéraire de l'âge du fer en Europe occidentale, après celui du Magdalenenberg. Les premières fouilles y sont entreprises en 1936-38, sous la direction de Gustav Riek, dans le cadre d'un programme de recherche de la SS-Ahnenerbe. Les travaux ne purent alors porter que sur environ un tiers du tumulus. Après guerre, de 1954 à 1956, Siegwalt Schiek entreprend d'autres investigations. Le tumulus est ensuite restauré en 1960.
13 sépultures secondaires ont pu être localisées au sein du monument, souvent accompagnées d'offrandes mortuaires. La première de celles-ci, la chambre funéraire principale, cuvelée de planches de chêne et au sol couvert de peaux de vache, mesurait 5,7 sur 3,5 m pour 1 m de haut. Pillée peu de temps après l'inhumation, elle contenait les corps de deux personnes, un homme et une femme. Ce qui reste du mobilier funéraire se composait de harnais de chevaux, de près de 600 perles de verre, de morceaux d'ambre et de fins fils d'or, initialement brodés sur un tissu apparenté au brocart. Cette tombe était recouverte d'un premier tumulus de 5 m de haut et de 40 m de diamètre. Au fur et à mesure des inhumations le tumulus était rechargé. Il a ainsi grandi progressivement.
La tombe VI n'a pas été violée. Elle contenait également un couple, enterré dans une chambre funéraire de 3 par 2,4 m sur 1 m de haut. Leur mobilier funéraire intact comprenait un char à quatre roues, dans la caisse duquel était couché le corps de la femme, l'homme étant allongé sur le sol. Le reste de l'équipement était composé de harnais pour deux chevaux, de vaisselle de bronze, d'un carquois avec 51 pointes de flèche en fer, un poignard en fer, un grand nombre de perles d'ambre et de verre, parmi elles 2 300 perles de verre vertes. La tombe contenait également des restes de tissus brodés.
Outre ces deux tombes, six autres sont des inhumations. Le reste des sépultures sont, à l'image de la tombe IX, des incinérations. 22 foyers ont été retrouvés au sein du monticule, ils sont possiblement reliés à une activité cultuelle. Certains d'entre eux, voire tous, peuvent être des bûchers funéraires.
Entre 1997 et 2002, deux autres tumulus du groupe, les tumulus 17 et 18, ont été fouillés dans le cadre d'un projet de recherche de l'Université du Wisconsin à Milwaukee. Ce projet envisage également de pratiquer des analyses ADN sur les os des défunts présentation du projet de recherche de l'université du Wisconsin-Milwaukee.

#### LeKeltenblock
Également connu sous le nom de « tombe de la Dame de la Heuneburg » ou « tombe de la princesse d'Heuneburg », par analogie avec la Dame de Vix, elle a été découverte en décembre 2010, à peu de distance au sud-est de la citadelle et au nord de la commune de Herbertingen. Le squelette d'une femme, âgée d’une trentaine d’années au moment de sa mort, est accompagné d'objets de grande valeur (fibules en or et en bronze, pendant d'oreille en or, bracelets de jais et de bronze, ceinture en cuir et en bronze, très abîmée , collier en or). Dans la chambre funéraire, le corps était accompagné d'un second squelette, vraisemblablement féminin. À proximité du tumulus, une tombe secondaire contenait un corps d'enfant.
Il s'agit de la première tombe princière découverte en son état initial, non pillé, aux alentours de la citadelle de la Heuneburg. La sépulture est datée précisément par l'étude dendrochronologique des bois de son plancher, elle remonte à 583 av. J.-C..